# Andre De Grasse
Andre De Grasse (Scarborough, 10 de novembro de 1994) é um velocista e campeão olímpico canadense, especializado nos 100 e 200 metros rasos. Um dos mais condecorados atletas em Jogos Olímpicos e Campeonatos Mundiais, com diversas medalhas de prata e bronze em torneios globais, além de bicampeão em Jogos Pan-Americanos, só conseguiu entretanto sua primeira medalha olímpica individual de ouro nos 200 m de Tóquio 2020, após a aposentadoria do multicampeão e recordista jamaicano Usain Bolt, que por toda uma década dominou as distâncias curtas junto com seus compatriotas. É também o único velocista canadense a ganhar três medalhas numa mesma Olimpíada.

## Início
Seus pais, Beverley De Grasse  – uma velocista no país natal – e  Alexander Waithe, originários de Trinidad e Tobago e Barbados, imigraram para o Canadá ainda jovens com suas famílias. Ele nasceu em  Scarborough, na província de Ontário, e cresceu na cidade de Markham, na mesma província, decidindo ter uma carreira no atletismo com o sobrenome de solteira da mãe, depois de ganhar sua primeira corrida como estudante de escola secundária aos 12 anos de idade, em 2006. Aos 19 anos, ganhou três medalhas de ouro nos 100m, 200 m e 4x100 m nos Jogos do Canadá de 2013. Mudando-se para os Estados Unidos e cursando a Universidade do Sul da Califórnia, ele quebrou o recorde canadense dos 200 m em 2015, com a marca de 20.03 e correu pela primeira vez os 100 m em menos de 10s – 9.97.

## Carreira
De Grasse iniciou sua carreira internacional competindo pelo Canadá em casa, nos Jogos Pan-americanos de Toronto 2015, onde conquistou o ouro nos 100 e 200 m. Um mês depois, estreou em competições globais, o Campeonato Mundial de Atletismo de 2015, em Pequim, onde ganhou duas medalhas de bronze, nos 100 m – fazendo a melhor marca pessoal, 9.92– e integrando o revezamento 4x100 m canadense. Em dezembro do mesmo ano ele perdeu o status de atleta amador universitário e se tornou profissional, assinando com a Puma um contrato de US$11.250.000 dólares.

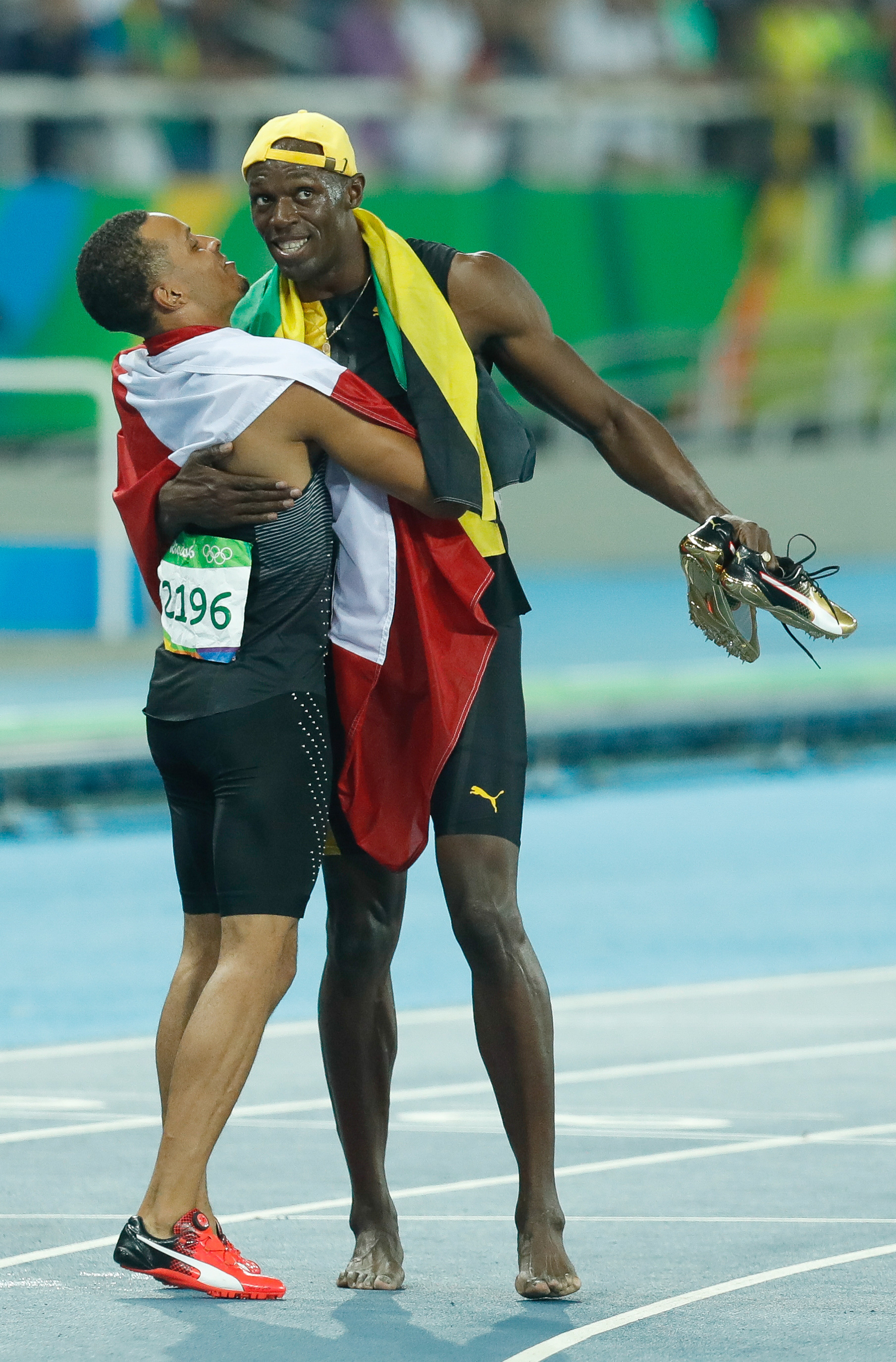
De Grasse e Usain Bolt após a final dos 100 m na Rio 2016.

Na Rio 2016, De Grasse correu sua semifinal dos 100 m impressionando a muitos por chegar ao lado de Usain Bolt, com os dois aparentemente rindo e conversando, mostrando pouco esforço. Na final, ele conquistou o bronze em 9.91, novo recorde pessoal, atrás de Bolt e seu maior rival, o norte-americano Justin Gatlin. Nos 200 m, depois de marcar 19.80 na semifinal quebrando o recorde canadense da distância, conquistou a prata chegando atrás apenas de Bolt. Sendo De Grasse um corredor ainda jovem de 21 anos, analistas do atletismo especularam sobre a possibilidade dele ser o herdeiro de Bolt após a aposentadoria do jamaicano, especulações que foram apoiadas por Bolt:
| “ | Ele chegou junto novamente, ele vai ser muito bom. Ele tem um estilo parecido com o meu; ele é lento na largada, mas quando ele acelera, acelera mesmo. Ele pode melhorar sua largada e ser melhor que a minha. Usain Bolt, após a prova dos 200 m que venceu com De Grasse em segundo, sobre o canadense ser o futuro do atletismo de velocidade após sua aposentadoria, | ” |

De Grasse começou 2017 vencendo na Diamond League, os 100 m nas etapas de Oslo e Estocolmo e os 200 m em Roma e Rabat e declarou a ambição de tentar vencer Usain Bolt no Campeonato Mundial de Atletismo de 2017 em Londres, antes da aposentadoria oficial do jamaicano, mas pouco antes do Mundial distendeu um tendão da coxa e foi forçado a desistir da competição. A contusão o acompanhou por todo o ano de 2018, fazendo com que ele desistisse de diversas competições.
Em 2019 ele começou a retomar a forma, conquistando o pódio onze vezes nos 100 m e 200 m  nos torneios anteriores ao Campeonato Mundial. Em Doha 2019 ele venceu sua semifinal dos 100 m batendo Justin Gatlin e o jamaicano Yohan Blake, nº2 do mundo na distância, e na final conquistou a medalha de bronze em 9.90, novo recorde pessoal e canadense. Nos 200 m, conquistou a medalha de prata.
A pandemia de COVID-19 cancelou os eventos esportivos de 2020, incluindo os Jogos Olímpicos de Tóquio, primeiro ameaçados de cancelamento e depois adiados para o verão de 2021. Em Tóquio 2020, marca dos Jogos apesar de realizados em 2021, competindo primeiramente nos 100 m ele fez o melhor tempo das eliminatórias gerais, 9.91. Na final ganhou a medalha de bronze em 9.89, recorde pessoal, numa prova que teve a inesperada vitória do italiano Marcell Jacobs em 9.80. Nos 200 metros, depois de quatro medalhas olímpicas de prata e bronze em duas Olimpíadas, De Grasse finalmente conquistou o ouro, vencendo em 19.62, sua melhor marca e novo recorde canadense, derrotando o favorito norte-americano Noah Lyles. Sua medalha de ouro foi a primeira do Canadá no atletismo de pista desde Atlanta 1996. Ele ainda conquistaria a sexta medalha olímpica de sua coleção dias depois, integrando o revezamento 4x100 m canadense que conquistou a medalha de bronze. No entanto com a desclassificação da equipe da Grã-Bretanha em 18 de fevereiro de 2022, após Chijindu Ujah testar positivo para o agente anabólico ostarina e o esteroide S-23, considerados dopantes, a equipe canadense foi elevada a medalha de prata em Tóquio 2020.
No Campeonato Mundial de Atletismo de 2022, em Eugene, EUA, Grassi conseguiu sua primeira medalha de ouro em Mundiais, integrando o revezamento 4x100 m rasos junto a Aaron Brown, Jerome Blake e Brendon Rodney, derrotando a equipe norte-americana, os donos da casa, que ficou com a medalha de prata.

Dois anos mais tarde, com a mesma equipe de corredores, o Canadá venceu o revezamento 4x100 m de Paris 2024 e De Grassi  tornou-se bicampeão olímpico.

## Vida pessoal
De Grasse é casado com a velocista e barreirista norte-americana Nia Ali e tem dois filhos. Ele é católico e exibe tatuados nos braços a palavra "Esperança" e uma oração.